# Жути, Батист
Батист Жути (фр. Baptiste Jouty; 28 октября 1991) — французский биатлонист. Завершил карьеру.

## Спортивная карьера
На международных соревнованиях Батист дебютировал на чемпионате мира среди юниоров 2010 года в Турсбю, где в спринте занял 26-е, в гонке преследования 19-е, в индивидуальной гонке 28-е место. Через год на чемпионате мире среди юниоров в Нове-Место-на-Мораве он был 43-м в спринте и 37-м в преследовании, вместе с Флораном Клодом, Симоном Дестье и Людвигом Эрхартом — 5-м в эстафете. В 2011 году на чемпионате Европы в Риднауне Батист финишировал 28-м в индивидуальной гонке и 17-м в спринте. На чемпионате Европы 2012 года в словацком Брезно-Осрблье занял в индивидуальной гонке 9-е и в эстафете 7-е место. На чемпионате мира среди юниоров 2012 года в Контиолахти Батист финишировал 8-м в спринте, 9-м в преследовании, 23-м в индивидуальной гонке и 4-м в эстафете.
Первой международной гонкой среди мужчин стала индивидуальная гонка сезона 2010/2011 на Кубке IBU в Нове-Место-на-Мораве, где он стал 68-м. Свои первые кубковые очки Батист заработал на заключительном этапе в Анси, где финишировал 39-м в спринте и 33-м в преследовании. В сезоне 2011/2012 занял 38-е место в общем зачёте Кубка IBU, в сезоне 2012/2013 — 19-е.
В сезоне 2013/2014 Батист дебютировал в Кубке мира. В своей второй гонке — спринте в Остерсунде — он занял 13-е место и набрал первые очки в Кубке мира.
В сезоне 2014/2015 выиграл два спринта подряд на этапе Кубка IBU в Обертиллиахе.
На Зимней Универсиаде 2017 года выиграл 2 золотых медали — в индивидуальной гонке на 20 км и масс-старте на 15 км.